# کیستاکوز
کیستاکوز (به لاتین: Qistaquz) یک شهرک در شمال غربی تاجیکستان است که در ولایت سغد واقع شده‌است.